# Мораталья
Мораталья (ісп. Moratalla) — муніципалітет в Іспанії, у складі автономної спільноти Мурсія. Населення — 8444 особи (2010).
Муніципалітет розташований на відстані близько 290 км на південний схід від Мадрида, 70 км на захід від Мурсії.
На території муніципалітету розташовані такі населені пункти: (дані про населення за 2010 рік)
| - Мораталья: 6022 особи - Бенамор: 24 особи - Ель-Кобо: 44 особи - Лос-Чаркос: 38 осіб - Улеа: 44 особи - Каса-де-Ерас: 8 осіб - Лас-Касас: 15 осіб - Ла-Пава: 22 особи - Касас-дель-Побре: 1 особа - Ла-Альберкілья: 0 осіб - Каса-де-лос-Гарсія: 8 осіб - Каса-Рекена: 58 осіб - Касікас-дель-Порталь: 6 осіб - Чаран: 0 осіб - Фуенте-де-Бенісар: 54 особи - Масуса: 68 осіб - Ель-Моліно: 39 осіб - Отос: 168 осіб - Ла-Терсія: 484 особи - Ель-Вільяр: 44 особи - Рінкон-де-лос-Уертос: 7 осіб - Каньяда-де-ла-Крус: 162 особи - Лос-Одрес: 32 особи - Ель-Ромералехо: 0 осіб - Ель-Моралехо: 0 осіб - Ель-Москіто: 0 осіб | - Ель-Альгайдон: 1 особа - Ель-Кампільйо: 3 особи - Лас-Кобатільяс: 7 осіб - Ель-Чопільйо: 6 осіб - Лас-Муртас: 8 осіб - Ла-Бокера: 0 осіб - Моарке: 0 осіб - Сальмерон: 21 особа - Торре-Аренас: 0 осіб - Тріана: 0 осіб - Арраян: 0 осіб - Ель-Кампанеро: 0 осіб - Ель-Сересо: 2 особи - Лос-Гранадікос: 55 осіб - Ондарес: 82 особи - Ла-Пуерта: 0 осіб - Арройо-Аласор: 0 осіб - Арройо-Бланко: 7 осіб - Лос-Кастільїкос: 0 осіб - Оя-Аласор: 0 осіб - Лос-Прадос: 0 осіб - Пуерто-Ондо: 0 осіб - Касас-Альфаро: 2 особи - Пуерто-Ортіс: 0 осіб - Арройо-Терсеро: 7 осіб - Калар-де-ла-Санта: 166 осіб | - Лос-Кантос: 16 осіб - Каса-дель-Прадо: 5 осіб - Ла-Фуенсанта: 0 осіб - Хібарроя: 0 осіб - Ла-Леона: 0 осіб - Лас-Ногерас: 8 осіб - Рінкон-дель-Састре: 0 осіб - Ель-Сабінар: 398 осіб - Ла-Енком'єнда: 0 осіб - Бахіль: 6 осіб - Капель: 0 осіб - Каса-Нуева: 5 осіб - Каса-Пуерто: 13 осіб - Касас-де-Аледо: 39 осіб - Касас-де-Моя: 0 осіб - Касікас-де-Сан-Хуан: 38 осіб - Фотуя: 15 осіб - Лас-Лорігас: 0 осіб - Оріуело: 4 особи - Ла-Ріска: 21 особа - Саен-де-Абахо: 23 особи - Саен-де-Арріба: 40 осіб - Ла-Рібера: 68 осіб - Інасарес: 30 осіб - Махарасан: 0 осіб - Лас-Педрісас: 0 осіб |

## Демографія
Динаміка населення (INE ):

## Галерея зображень

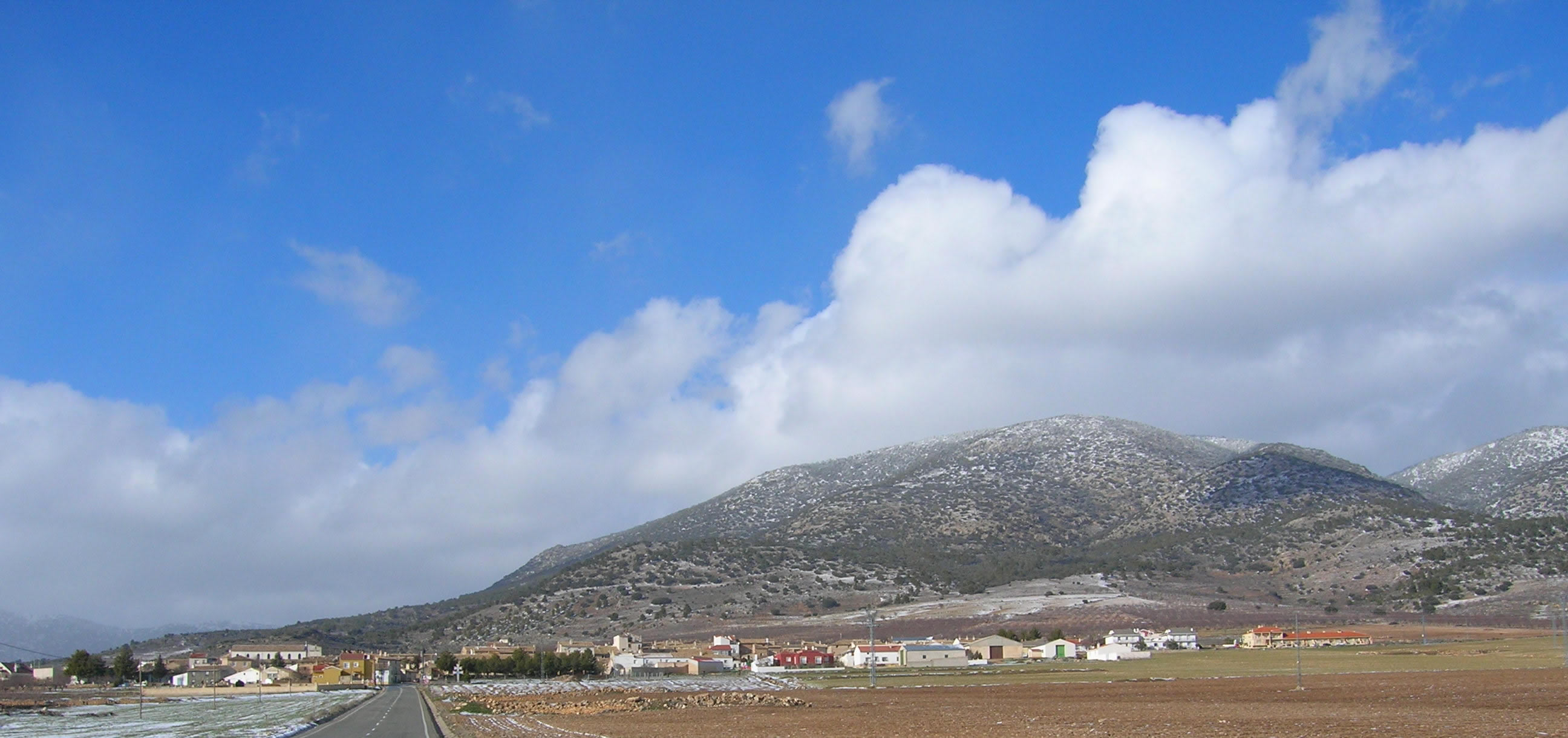
Каньяда-де-ла-Крус
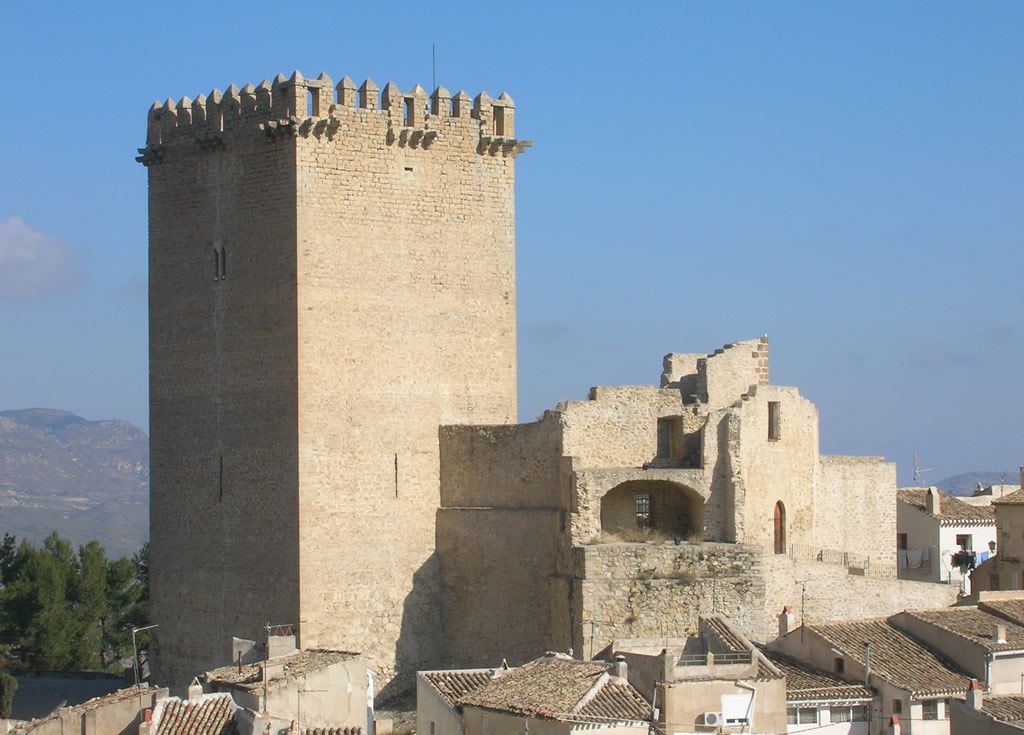
Середньовічний замок
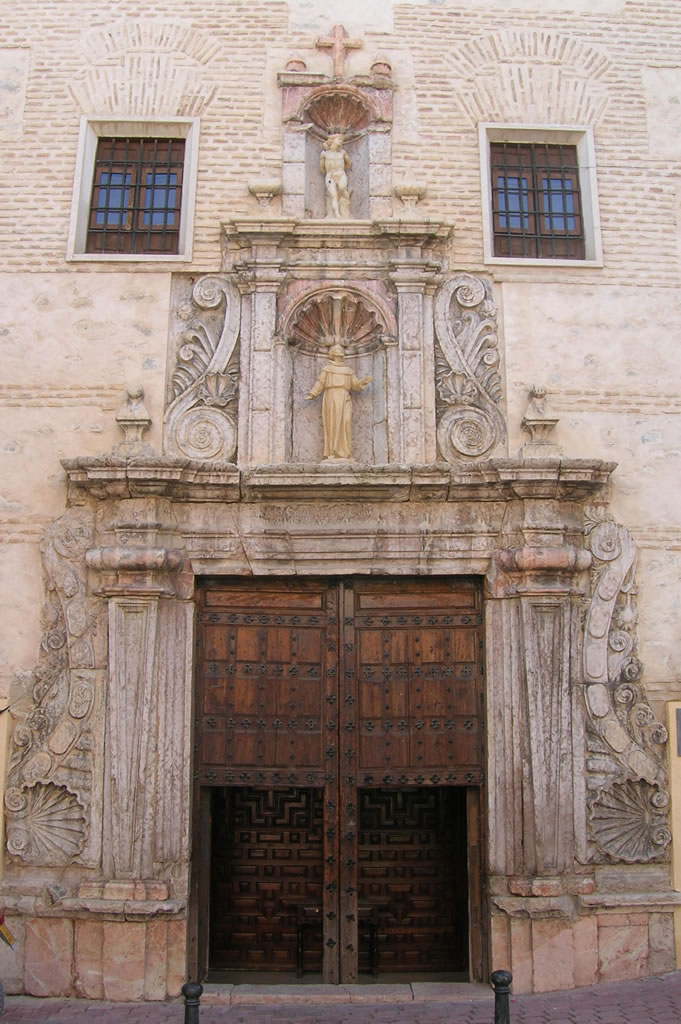
Монастир Сан-Франсіско
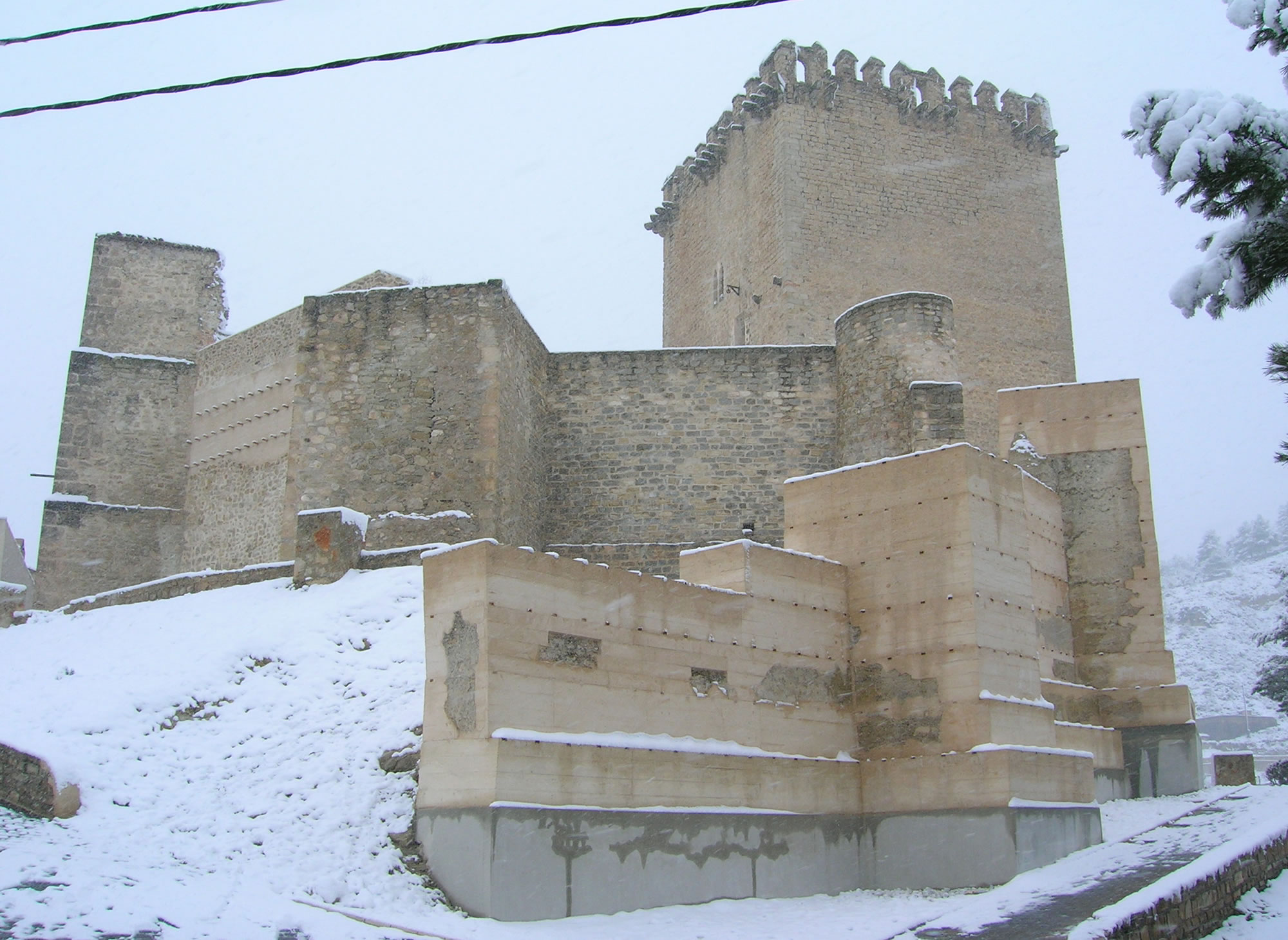
Мораталья, замок взимку
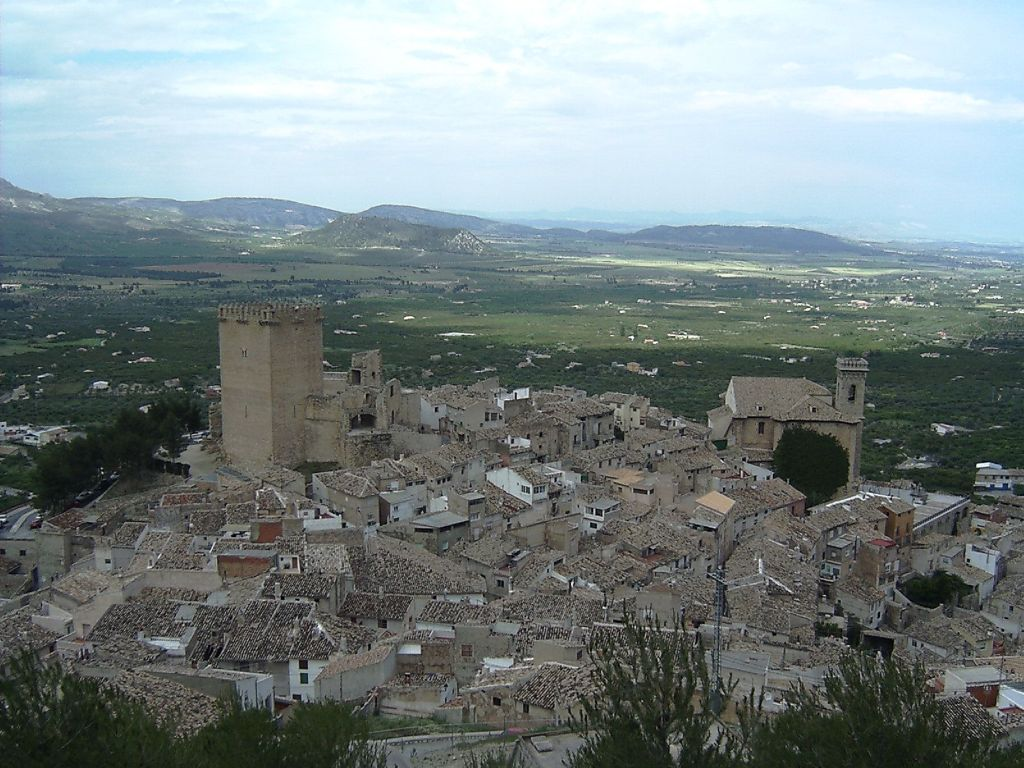
Мораталья, старе місто